# Scutellidium sargassi
Scutellidium sargassi is een eenoogkreeftjessoort uit de familie van de Tisbidae. De wetenschappelijke naam van de soort is voor het eerst geldig gepubliceerd in 1916 door Sars G.O..